# Lopen (Somerset)
Lopen is een civil parish in het bestuurlijke gebied South Somerset, in het Engelse graafschap Somerset met 260 inwoners.